# Steven Rockwell
Steven Rockwell (1878 – 1946) è stato un ingegnere statunitense.
Fu il primo a mettere a punto una prova per la misura della durezza di un materiale che anche oggi viene ampiamente utilizzata nei laboratori di tutto il mondo. Per durezza Rockwell si intende la durezza di un materiale definita in base ad una prova di penetrazione di una punta conica (HRC) o sferica (HRB) nel materiale campione sotto un carico predefinito.